# Carlile Aylmer Macartney
Pour les articles homonymes, voir Macartney.
Carlile Aylmer Macartney (1895-1978) est un historien britannique, spécialiste de l'Europe centrale, particulièrement de la Hongrie. Il est également journaliste et diplomate.

## Biographie
Né le 24 janvier 1895 à Newlands, Crockham Hill (Westerham), dans le Kent, cadet d'une famille de cinq enfants, il est le fils de Carlile Henry Hayes Macartney (en) (1842-1924), barrister, artiste paysagiste et horloger, et de Louisa, née Gardiner.
Après des études au Winchester College et au Trinity College de Cambridge (1909-1914), il sert dans la British Army lors de la Première Guerre mondiale.
Durant la Seconde Guerre mondiale, Carlile Aylmer Macartney travaille pour l'antenne hongroise du Foreign Office,.
De 1951 à 1957, il est professeur de relations internationales à l'université d'Édimbourg. Macartney est également research fellow au All Souls College d'Oxford.
Il est élu membre (fellow) de la British Academy en 1965.
En 1974, Carlile Aylmer Macartney est décoré de l'Ordre du Mérite de la République d'Autriche.

## Vie privée
En 1923, lors de son séjour à Vienne (1921-1925), Carlile Aylmer Macartney rencontre et épouse la fille d'un colonel de l'armée bulgare, Nedella Mamarchev,.

## Publications
- The Social Revolution in Austria, Cambridge : University Press, 1926.
- The Magyars in the Ninth Century, Cambridge : University Press, 1930.
- Refugees : The Work of the League, London, 1931.
- Hungary, London, 1934.
- National States and National Minorities, London : Oxford University Press (H. Milford), 1934.
- Hungary and Her Successors : The Treaty of Trianon and Its Consequences, Oxford University Press, 1937.
- Studies on the Earliest Hungarian Historical Sources, 3 vols. (Budapest, 1938-51).
- Problems of the Danube Basin, Cambridge : University Press, 1942.
- The Medieval Hungarian Historians : A Critical and Analytical Guide, London : Cambridge University Press, 1953.
- October Fifteenth: A History of Modern Hungary, 1929-1945, 2 vols. (Edinburgh University Press, 1956-57).
- (en) Hungary : A Short History (Edinburgh University Press, 1962). (lire en ligne)
- Independent Eastern Europe : A History (London & New York, 1962) [coécrit avec A. W. Palmer].
- The Habsburg Empire, 1790-1918 (London, 1968).
- Maria Theresa and the House of Austria, The English Universities Press, London, 1969.
- The House of Austria : The Later Phase, 1790-1918, Edinburgh : University Press, 1978.
- Studies on Early Hungarian and Pontic History, édité par Lóránt Czigány and László Péter (en) (Aldershot, 1998) [articles collectés].

## Distinctions
- Ordre du Mérite de la République d'Autriche
  - Großes Goldenes Ehrenzeichen, 1974

## Sources
- (en) Alan Palmer (en) : « Macartney, Carlile Aylmer (1895-1978) », In: Oxford Dictionary of National Biography, Oxford University Press, 2004.
- (en) Hugh Seton-Watson (en) : « Carlile Aylmer Macartney, 1895-1978 » [PDF], In: Proceedings of the British Academy, Oxford University Press / British Academy. LXVII : 411-432 (1981).